# Prasophyllum truncatum
Prasophyllum truncatum är en orkidéart som beskrevs av John Lindley. Prasophyllum truncatum ingår i släktet Prasophyllum och familjen orkidéer. Inga underarter finns listade i Catalogue of Life.